# Remora remora
A Remora remora a sugarasúszójú halak (Actinopterygii) osztályának sügéralakúak (Perciformes) rendjébe, ezen belül az Echeneidae családjába tartozó faj.
A Remora csontoshal-nem típusfaja.

## Előfordulása
A Remora remora elterjedési területe a Csendes-, az Indiai- és az Atlanti-óceánok, ezenkívül a két következő tenger: az Északi- és a Földközi-tengerek. A meleg vizeket kedveli, emiatt előfordulása a következő helyekre korlátozódik: Japán - Új-Zéland és Norfolk-sziget, Kalifornia - Chile, Kanada - Argentína, Északi-tenger - Kanári-szigetek, valamint a Földközi-tenger nyugati fele. Újabban Izland vizeiben, és Svédország és Dánia között is észrevették.

## Megjelenése
Általában 40 centiméter hosszú, de akár 86,4 centiméteresre is megnőhet; testtömege nem haladja meg az 1 kilogrammot. Színezete sötét barnásszürke. Teste lapítottabb, mint az Echeneis naucratesé. Növekedése során egyes hátúszói tapadókoronggá alakulnak át.

## Életmódja
Ez a szubtrópusi, tengeri halfaj a korallzátonyokon és ezek közelében él. Akár 100 méter mélyre is leúszik. Életének legnagyobb részét cápákra, egyéb nagyobb halakra, valamint tengeri teknősökre, vagy akár hajókra tapadva tölti. Néha egyedül is úszik. A fiatalok a nagyobb halakat és cápákat tisztogatják az élősködőktől. Legfőbb tápláléka az élősködő evezőlábú rákok (Copepoda).

## Képek

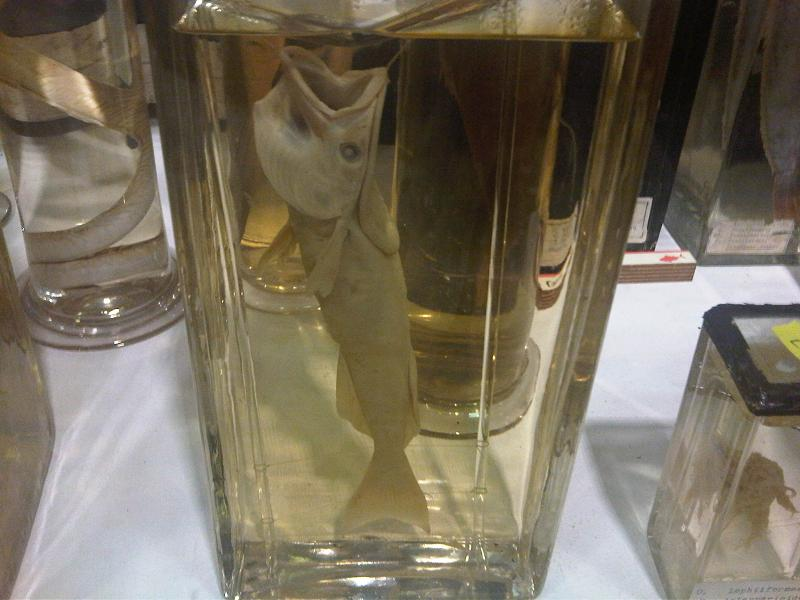
Remora remora a londoni Grant Museum of Zoology...
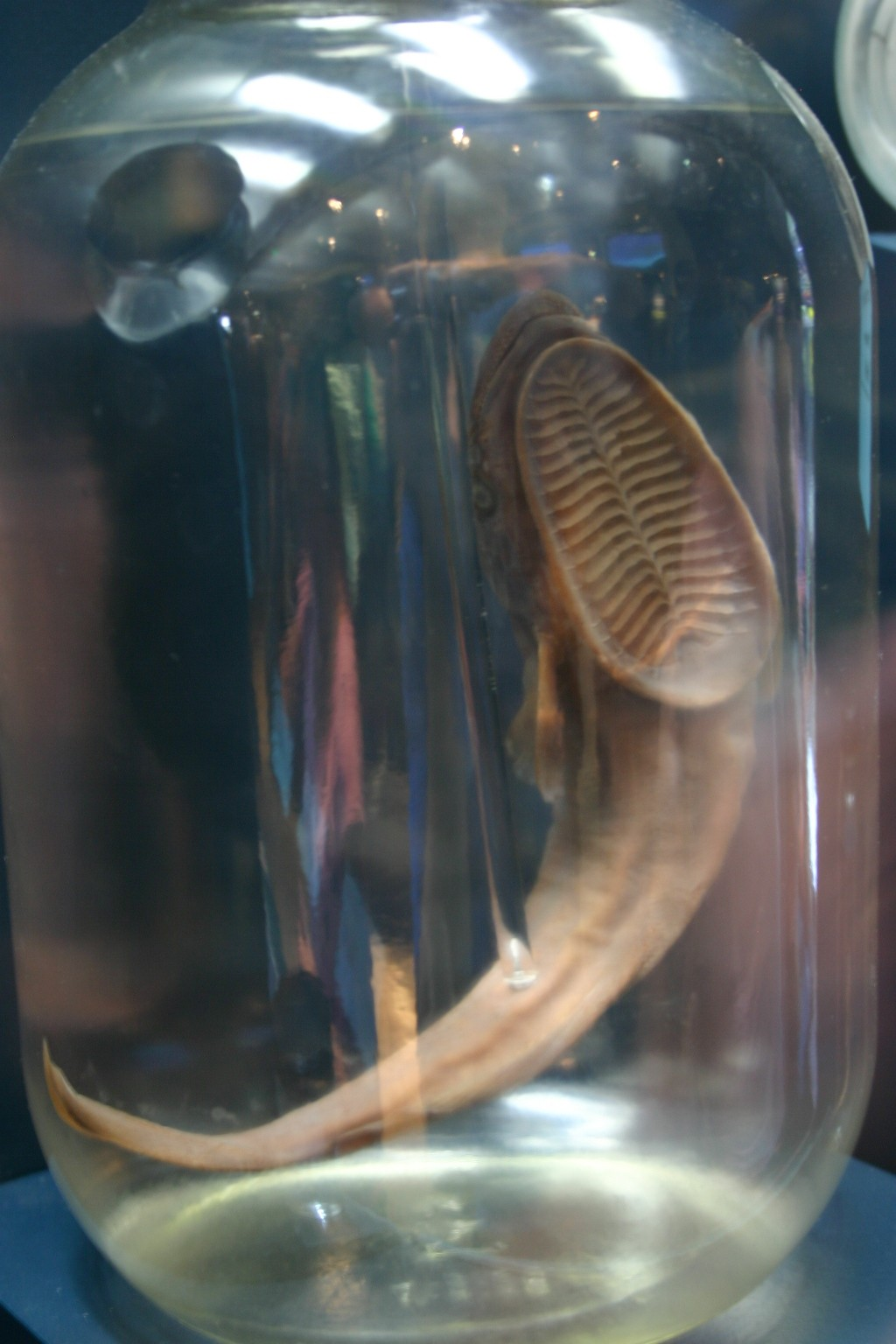
... és a Smithsonian Intézet gyűjteményeiben
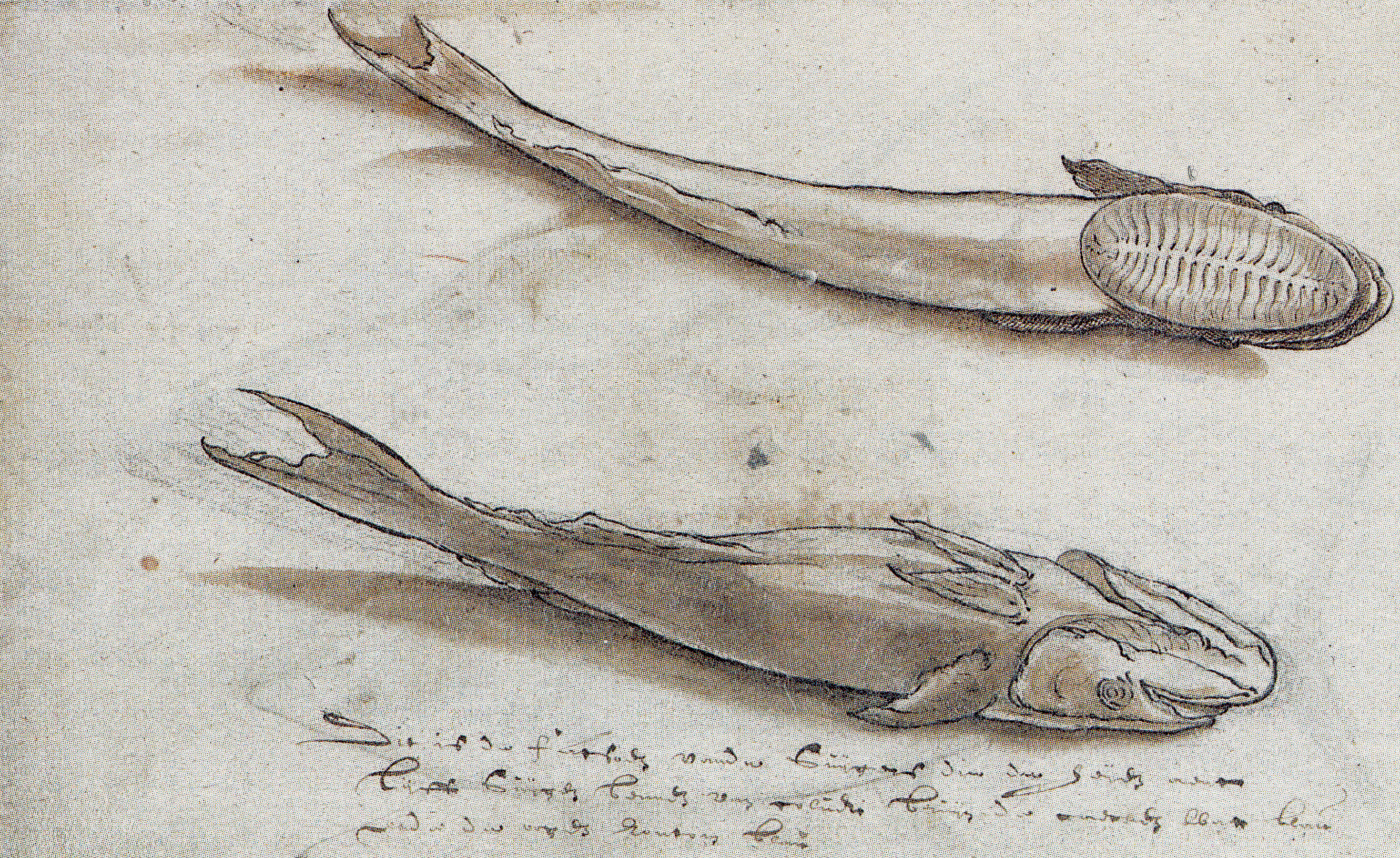
Rajz a halról